# Ernest Whitcombe
Ernest R. Whitcombe (Burnham, 1890 - 1971) was een Engels golfprofessional.
Whitcombe en zijn broer Charles waren voor de Eerste Wereldoorlog bekende Engelse golfprofessionals. Zijn zoon Ernest Edward werd in 1928 professional.
Whitcombe speelde ook in het buitenland en won onder meer in 1928 het Dutch Open op de Haagsche Golf.
Hij speelde verschillende keren in de top van het Open. In 1924 eindigde hij op de Royal Liverpool Golf Club als nummer twee, net na Walter Hagen. In 1927 werd hij op St Andrews Links gedeeld 4de achter Bobby Jones.
Viermaal speelde hij in de Ryder Cup, de laatste keer was zijn broer Charles zijn partner en captain.

## Gewonnen
Onder meer:
- 1924: News of the World Tournament[1]
- 1926: Yorkshire Evening News Tournament, Bournemouth Alliance district championship
- 1928: Iers Open, Dutch Open
- 1930: French Open

## Teams
- Ryder Cup: 1928, 1929, 1931, 1935.